# Vincent Tumidalský
Vincent Tumidalský (* 28. prosince 1934 Šarišské Michaľany) je bývalý slovenský fotbalový útočník. Po skončení aktivní kariéry působil v Šarišských Michaľanech jako trenér.

## Fotbalová kariéra
V československé lize hrál za Tatran Prešov v devíti zápasech a dal 1 ligový gól (16.03.1958–28.09.1958). Skončil po vážném zranění kolene v utkání s Trnavou.

## Ligová bilance
| Ročník                                   | Zápasy | Góly | Minuty | Klub          |
| ---------------------------------------- | ------ | ---- | ------ | ------------- |
| 1. československá fotbalová liga 1957/58 | 3      | 1    | 270    | Tatran Prešov |
| 1. československá fotbalová liga 1958/59 | 6      | 0    | 429    | Tatran Prešov |
| CELKEM I. ČS. LIGA                       | 9      | 1    | 699    |               |